# Melese blanda
Melese blanda är en fjärilsart som beskrevs av Druce 1901. Melese blanda ingår i släktet Melese och familjen björnspinnare. Inga underarter finns listade i Catalogue of Life.